# Фёльдеш, Имре
Имре Фёльдеш (венг. Földes Imre; род. 5 мая 1881, Будапешт, Австро-Венгрия — 1948, там же) — венгерский художник, график и плакатист, много лет работавший также в Румынии.

## Жизнь и творчество
Имре Фёльдеш изучал искусство рисунка и графики, поступив в возрасте 16 лет в школу прикладного искусства (Kereskedelmi Szakközépiskola) в Будапеште. Уже в следующем, 1898 году он перешёл в в художественное училище, где его учителями стали Ласло Хегедюс и Тивадар Земпленьи. Позднее продолжил своё образование в Вене и в Берлине. Уже в первые годы студенчества Фёльдеш отдавал предпочтение созданию плакатов и художественной рекламы. С целью усовершенствовать своё мастерство, он предпринял учебную поездку по Италии, а затем посетил и другие страны. Вернувшись на родину, художник жил и работал в Будапеште. Начиная с 1908 года Фельдеш за свои плакаты удостаивался ряда призов и премий, в 1910 году он послал свои работы на Весеннюю художественную экспозицию в выставочный зал в Будапеште. В том же году, а затем и в 1917 он участвовал в конкурсе художников на проект почтовых марок по теме «святой Штефан» и «кайзер Карл I». В 1918 году Фельдеш открыл свою литографическую мастерскую и далее работал совместно с художником Липотом Шатори, в основном в области киноплаката.
Во время «Красного мая», 29 апреля — 5 мая 1919 года, во время существования Венгерской Советской Республике, провозглашенной Революционным правящим советом 21 марта 1919 года, Фельдес, наряду с некоторыми другими представителями венгерской творческой интеллигенции и деятелями киноиндустрии, выступал в поддержку революционного правительства.
В 1921 году, в связи с политическими преследованиями в Венгрии, Имре Фельдеш эмигрирует в Румынию. Через некоторое время ему поступило предложение о сотрудничестве с типографией «Геликон» в Тимишоаре. Он возглавил художественный отдел этого предприятия. В то же время переезд в Румынию не помешал Фельдешу продолжить свою деятельность в Венгрии, где по-прежнему появлялись плакаты его работы. Затем он жил в Ораде и работал в фирме «Типография Зонненфельд», где он занимался иллюстрированием литературы и сотрудничал с газетой Nagyvárad. В 1927 году он вместе с художником Белой Жигмондом открыл свою школу живописи, графики и плакатного искусства. В 1929 году в Мюнхене прошла Международная выставка плаката, Фельдеш был направлен туда как представитель от Румынии.
В 1931 году Фельдеш, вместе с художниками Романом Мотлем и Енё Яни, открыл Школу декоративного и прикладного искусства. В октябре 1933 года он принимал участие в выставке молодых художников (Expozitia tinerilor artiști) в Ораде, что было особенно отмечено в прессе. Три года позднее, в июне 1936 года, в «Клубе журналистов» Ораде состоялась большая персональная выставка его работ. После окончания Второй мировой войны, в 1945 году, Фельдеш вернулся обратно, в Будапешт.
Работы Имре Фёльдеша можно увидеть в крупнейших музеях Европы, в том числе в музее Альбертина в Вене, Венгерской национальной галерее в Будапеште, в Германском историческом музее в Берлине, в музее Гутенберга в Майнце, музее Баната в Тимишоаре и др.

## Выставки с его участием
- 1901—1916: Национальный салон в Будапеште.
- 1905—1918: Дворец искусств, Будапешт.
- 1929: Művészház, Дворец искусств, Будапешт.
- с 17 августа 1929: «Международная выставка плаката», Мюнхен.
- октябрь 1933: Выставка молодых художников (Expozitia tinerilor artiști), дворец Weiszlovits, Орадя.
- 1976/77: «L´art 1900 en Hongrie», Малый дворец, Париж.

## Галерея

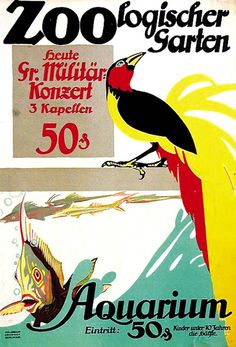
Зоопарк.
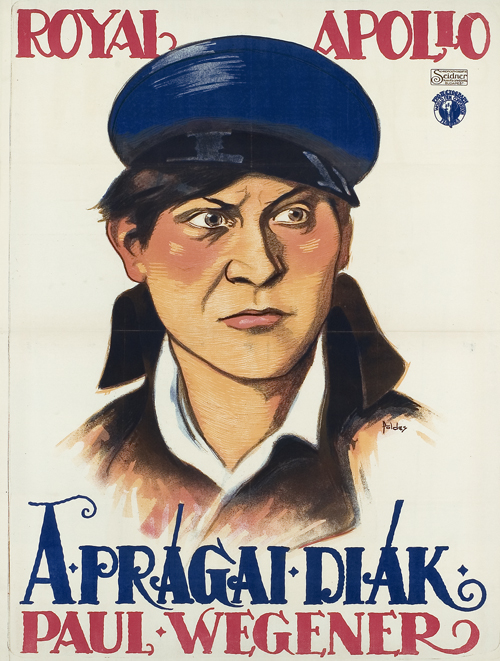
Плакат к кинофильму «Пражский студент» (Германия, 1913).
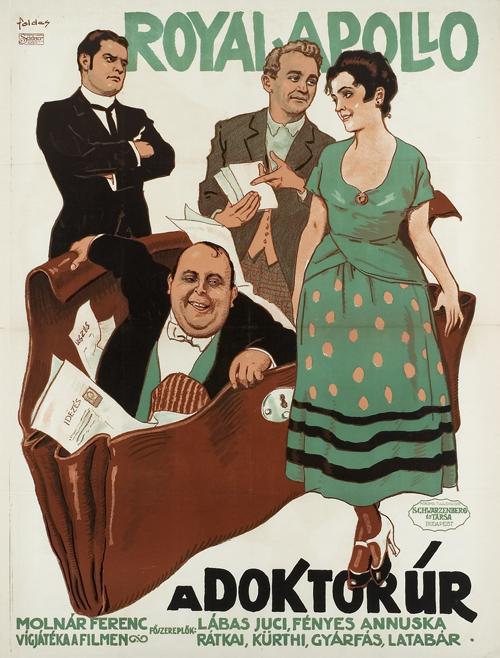
Плакат к кинофильму «Доктор Ур» (1916).
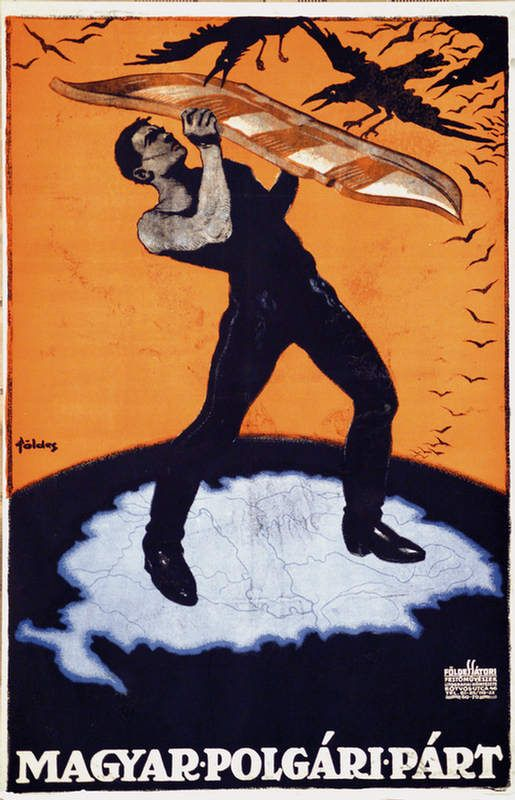
Политический плакат для венгерской Национальной гражданской партии (1922).
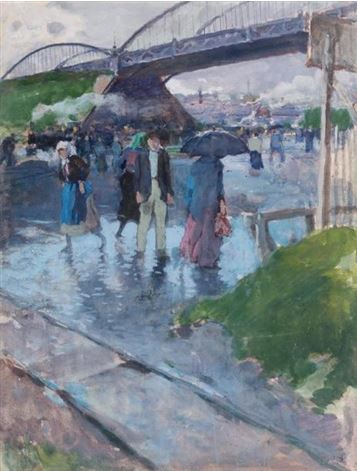
Дождь.

## Дополнения
- Кино-плакаты работы Имре Фёльдеша